# Alan Hardaker Trophy
Alan Hardaker Trophy har været givet til Man of the Match ved hver finale i Football League Cup siden 1990. Vinderne er til dags dato:
| Finale | Spiller           | Hold                | Modstander          | Score   |
| ------ | ----------------- | ------------------- | ------------------- | ------- |
| 1990   | Des Walker        | Nottingham Forest   | Oldham Athletic     | 1–0     |
| 1991   | Nigel Pearson     | Sheffield Wednesday | Manchester United   | 1–0     |
| 1992   | Brian McClair     | Manchester United   | Nottingham Forest   | 1–0     |
| 1993   | Paul Merson       | Arsenal             | Sheffield Wednesday | 2–1     |
| 1994   | Kevin Richardson  | Aston Villa         | Manchester United   | 3–1     |
| 1995   | Steve McManaman   | Liverpool           | Bolton Wanderers    | 2–1     |
| 1996   | Andy Townsend     | Aston Villa         | Leeds United        | 3–0     |
| 1997   | Steve Walsh       | Leicester City      | Middlesbrough       | 1–1 [A] |
| 1998   | Dennis Wise       | Chelsea             | Middlesbrough       | 2–0     |
| 1999   | Allan Nielsen     | Tottenham Hotspur   | Leicester City      | 1–0     |
| 2000   | Matt Elliott      | Leicester City      | Tranmere Rovers     | 2–1     |
| 2001   | Robbie Fowler     | Liverpool           | Birmingham City     | 1–1 [B] |
| 2002   | Brad Friedel      | Blackburn Rovers    | Tottenham Hotspur   | 2–1     |
| 2003   | Jerzy Dudek       | Liverpool           | Manchester United   | 2–0     |
| 2004   | Boudewijn Zenden  | Middlesbrough       | Bolton Wanderers    | 2–1     |
| 2005   | John Terry        | Chelsea             | Liverpool           | 3–2     |
| 2006   | Wayne Rooney      | Manchester United   | Wigan Athletic      | 4–0     |
| 2007   | Didier Drogba     | Chelsea             | Arsenal             | 2–1     |
| 2008   | Jonathan Woodgate | Tottenham Hotspur   | Chelsea             | 2–1     |
| 2009   | Ben Foster        | Manchester United   | Tottenham Hotspur   | 0–0 [C] |
| 2010   | Antonio Valencia  | Manchester United   | Aston Villa         | 2–1     |
| 2011   | Ben Foster        | Birmingham City     | Arsenal             | 2–1     |
| 2012   | Stewart Downing   | Liverpool           | Cardiff City        | 2–2 [D] |
| 2013   | Nathan Dyer       | Swansea City        | Bradford City       | 5–0     |
| 2014   | Samir Nasri       | Manchester City     | Sunderland          | 3–1     |

- ^ Omkampen blev afholdt på Hillsborough Stadium og Leicester vandt 1–0.
- ^ Liverpool vandt efter straffesparkskonkurrence 5–4.
- ^ Man United vandt efter straffesparkskonkurrence 4–1.
- ^ Liverpool vandt efter straffesparkskonkurrence 3–2.